# Jati Sari (Buahbatu)
Jati Sari is een bestuurslaag in het regentschap Kota Bandung van de provincie West-Java, Indonesië. Jati Sari telt 8532 inwoners (volkstelling 2010).